# Neu-Moresnet
|  | Per a altres significats, vegeu «Moresnet (desambiguació)». |

Neu-Moresnet també conegut com a Moresnet prussià és un antic municipi de Bèlgica regat pel Tüljebach i pel Geul. L'1 de gener de 1977 va fusionar amb Kelmis.

## Història

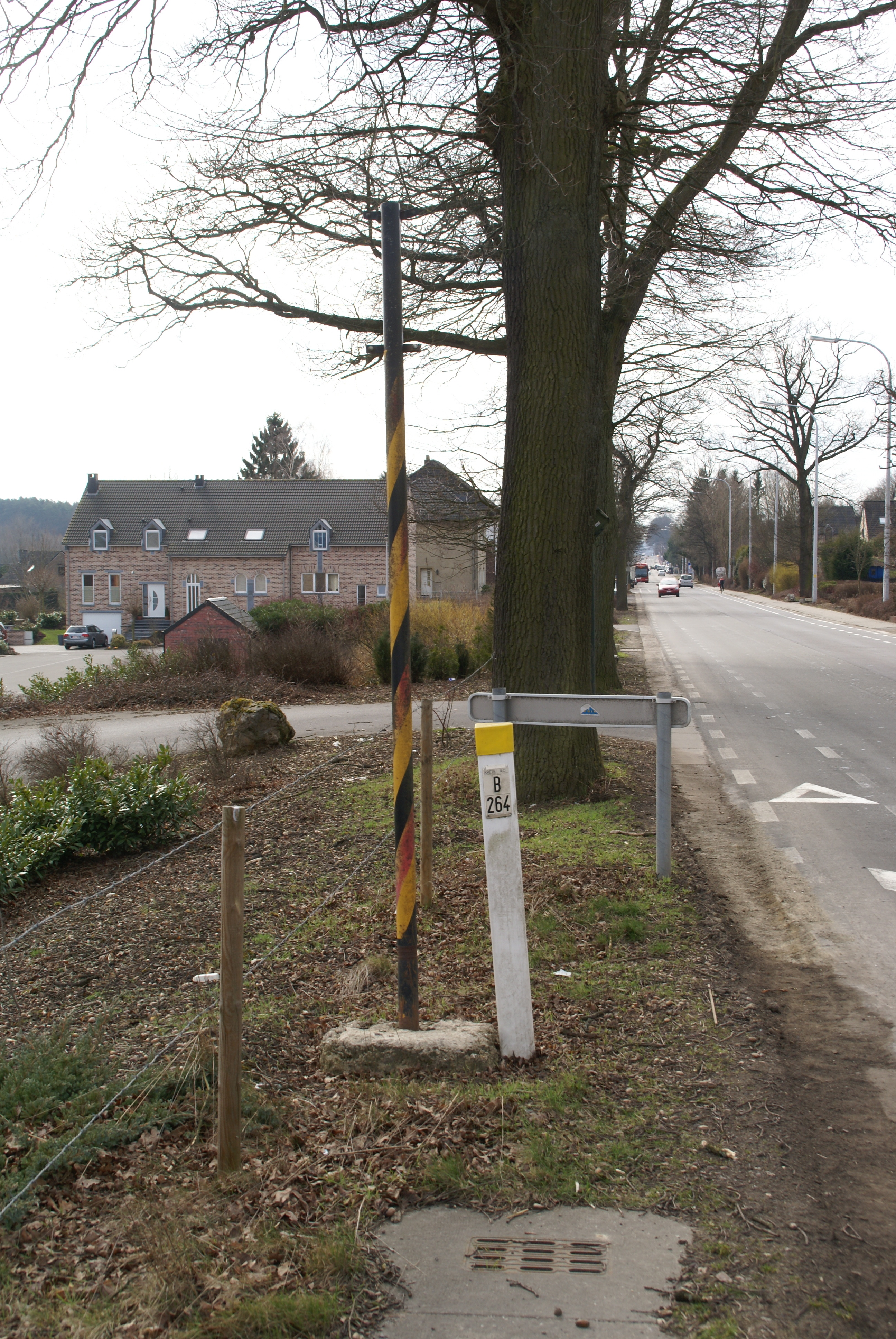
La frontera belgo-alemanya vist d'Alemanya

El municipi és una part d'un feu Moresnet del ducat de Limburg, que pertanyia al jutjat de Walhorn. Al nord, el Tüljebach formava durant segles la frontera amb la ciutat imperial d'Aquisgrà.
El 1815, Prússia i el Regne Unit dels Països Baixos van dividir Moresnet en tres parts: Alt Moresnet que va escaure als Regne Unit dels Països Baixos, Moresnet Neutral i Preußisch Moresnet. Al Tractat de Versalles de 1919, el territori va escaure a Bèlgica. Com els prussians van deixar uns records dolents, el poble canvià de nom i va esdevenir Neu-Moresnet. De 1940 a 1945, Alemanya va ocupar el territori que el 1945 va tornar a Bèlgica.

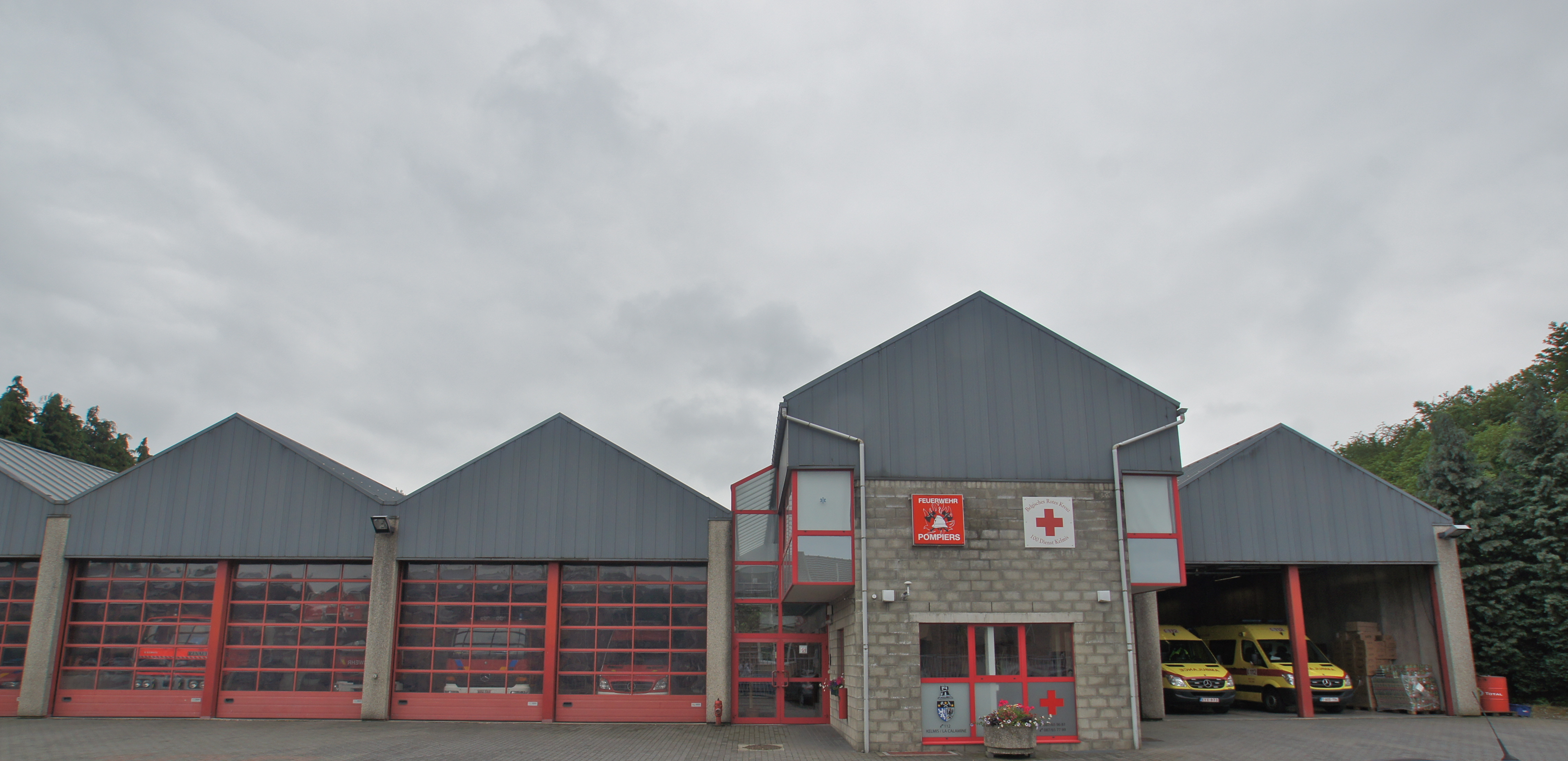
Caserna dels bombers
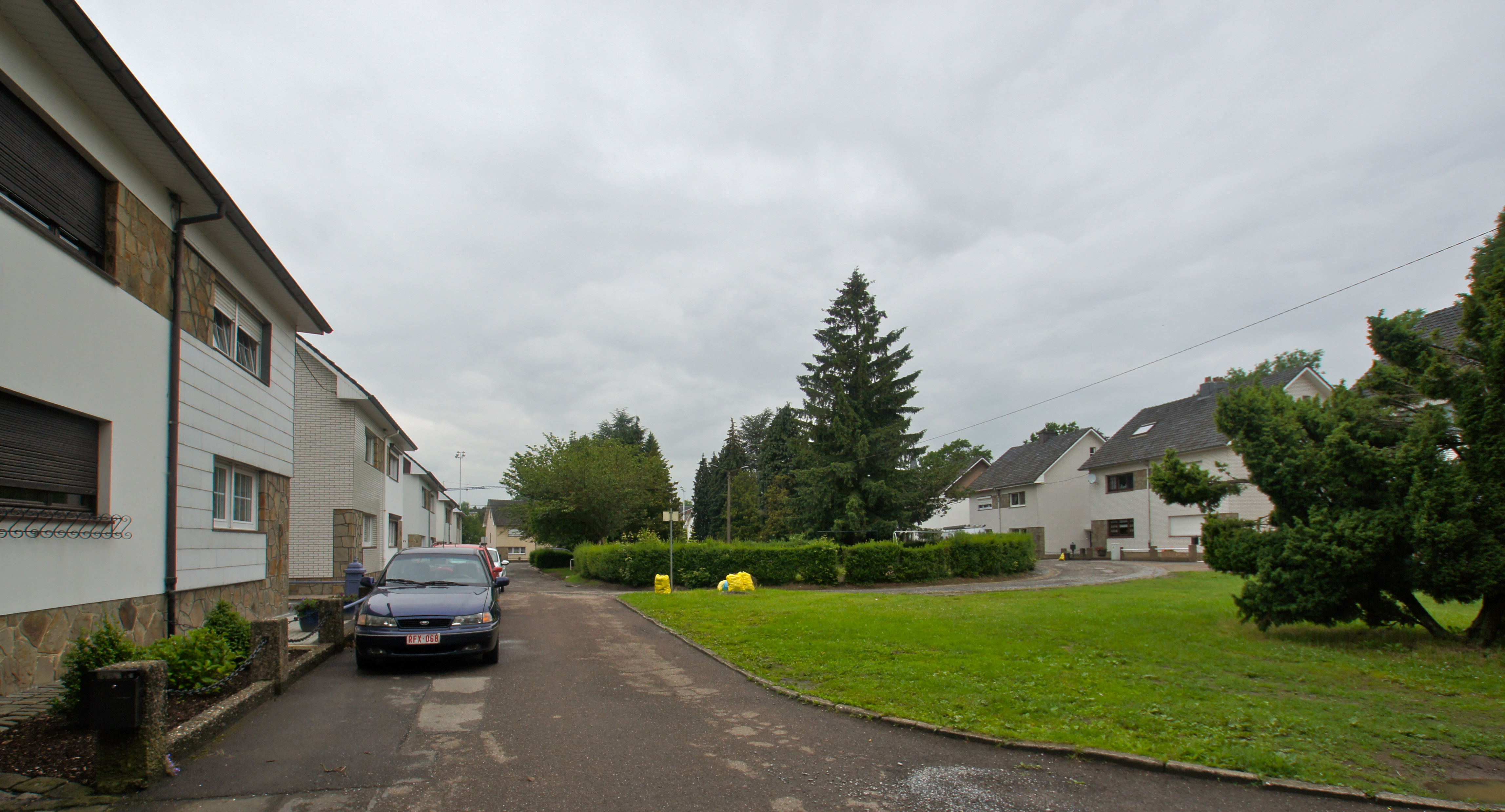
Cases noves a l'urbantizació Molí d'en Joan
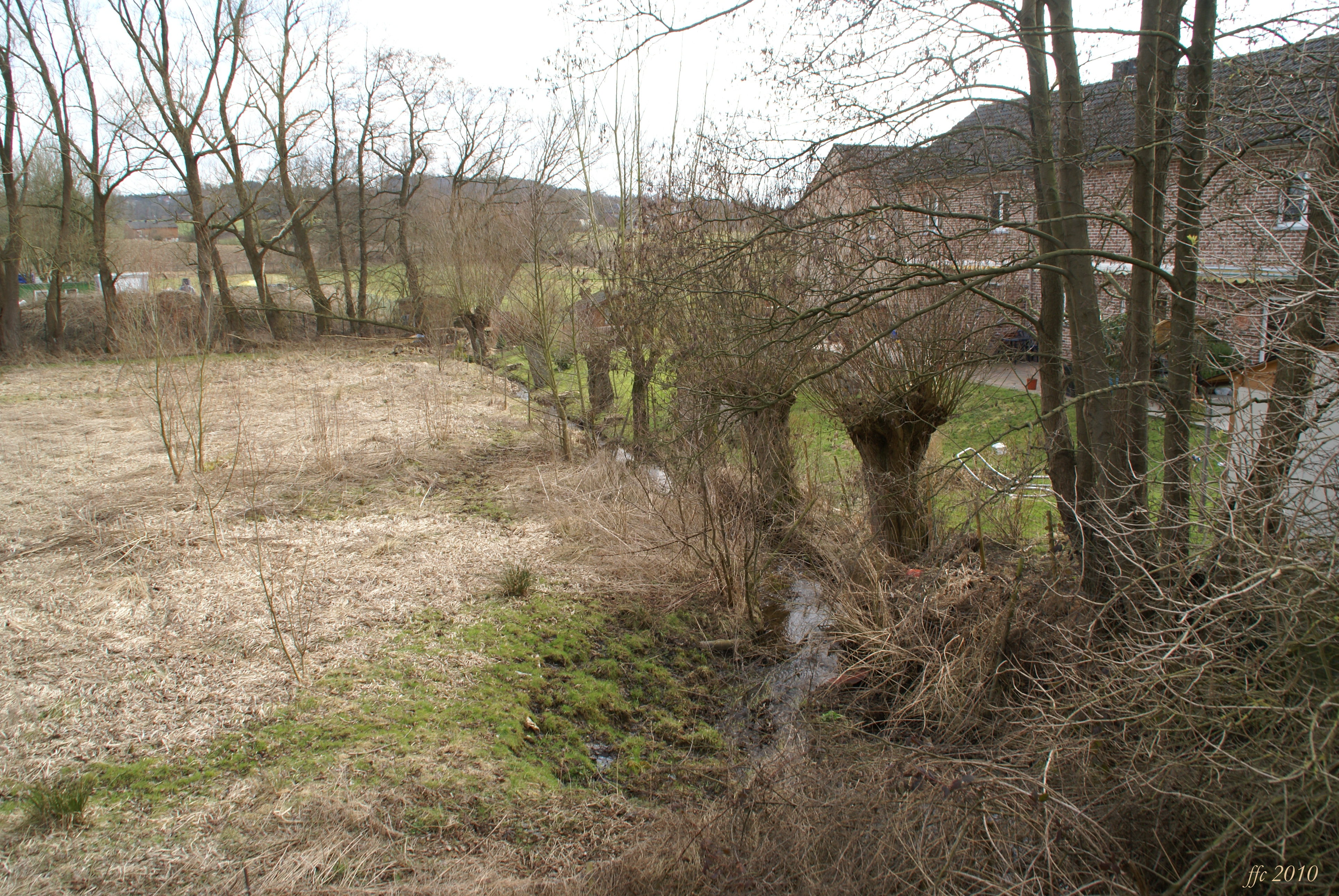
El Tüljebach a la frontera amb Aquisgrà
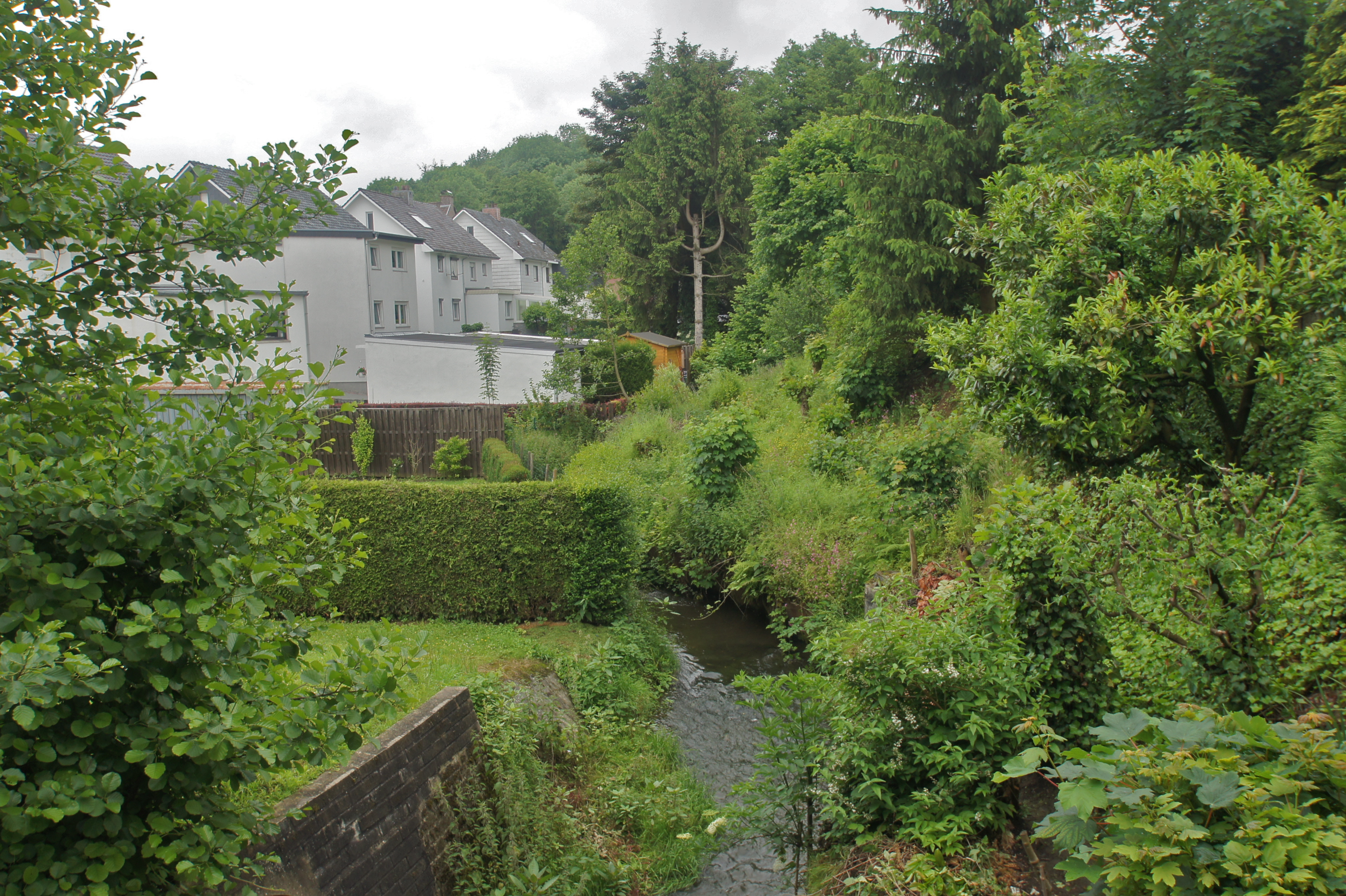
El Tüljebach prop del carrer d'Altenberg

## Llocs d'interès
- El llac Casinoweiher, un pantà al Tüljebach
- Cases antigues al centre del poble
- El castell Eyneburg
- La capella de Roc
- El museu de la vall del Geul o Göhltalmuseum

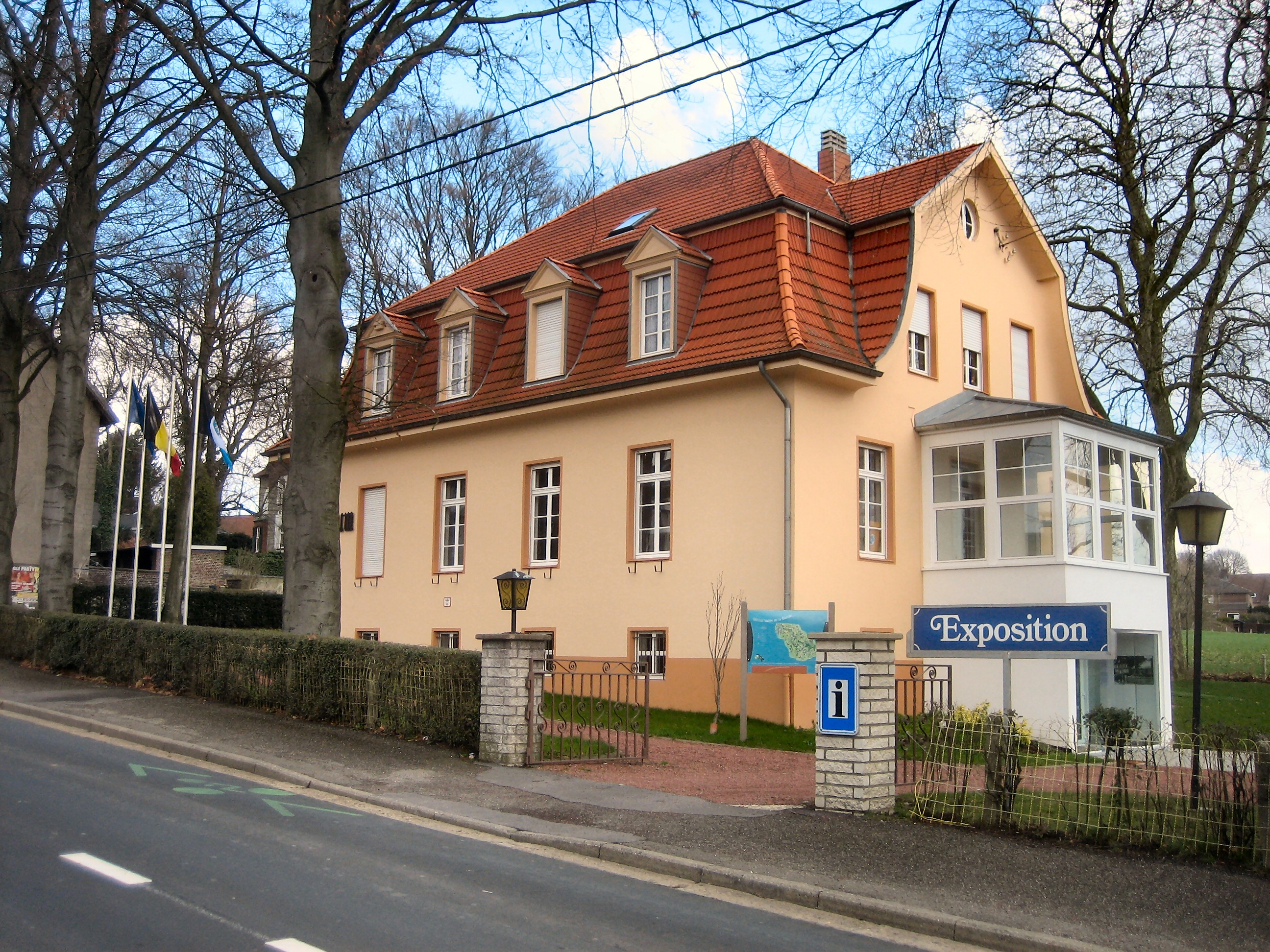
Museu de la vall del Geul
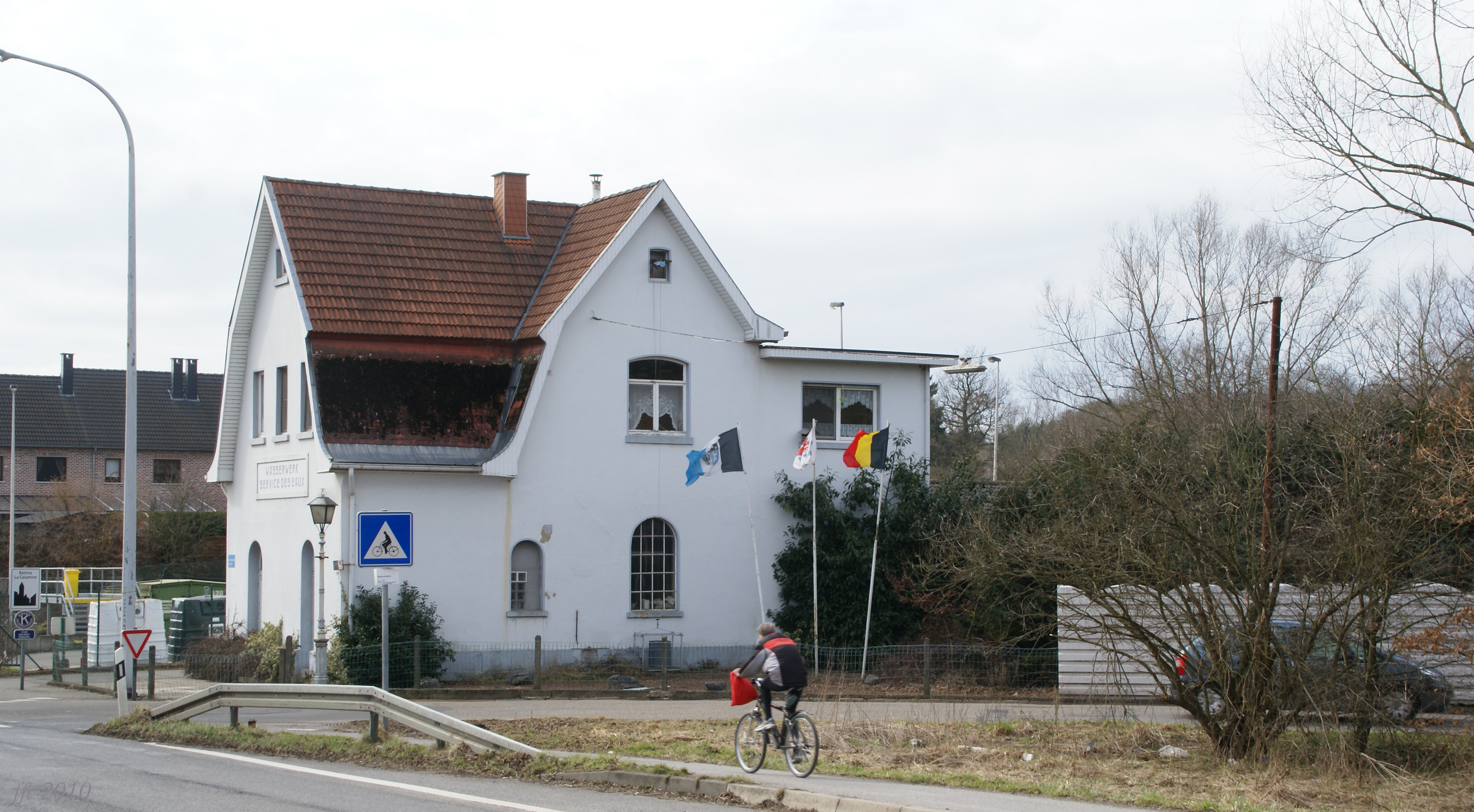
Els serveis d'aigua, amb fanal de Kelmis,de la Comunitat Germanòfona i de Bèlgica

## Fill predilecte
- El cantant Hein Simons o Heintje